# Karl Alpiger
Karl Alpiger (* 27. April 1961 in Wildhaus) ist ein ehemaliger Schweizer Skirennfahrer.

## Karriere
Im Alter von 20 Jahren stürzte Alpiger schwer und brach sich dabei einen Halswirbel. 1982 gewann er bei der Abfahrt von Whistler seine ersten Punkte. In der Europacupsaison 1981/82 sicherte er sich die Abfahrtswertung. Sein erstes Weltcuppodest und zugleich seinen ersten Sieg feierte er am 14. Februar 1985 in Bad Kleinkirchheim.
Bei den Weltmeisterschaften 1987 in Crans-Montana gewann Alpiger die Bronzemedaille in der Abfahrt. Diesen Erfolg wiederholte er 1989.
1991 beendete Alpiger seine Karriere und arbeitete danach unter anderem als Fernsehkommentator bei Eurosport. Heute besitzt er zwei Sportgeschäfte in Wildhaus und Alt St. Johann sowie eine Bar in Wildhaus.

## Privates
Er ist der Grossonkel des Schwingers Nick Alpiger.

## Erfolge

### Weltmeisterschaften
- Crans-Montana 1987: 3. Abfahrt
- Vail 1989: 3. Abfahrt

### Weltcup
- 11 Podestplätze, davon 5 Siege

| Datum            | Ort                | Land        | Disziplin |
| ---------------- | ------------------ | ----------- | --------- |
| 14. Februar 1985 | Bad Kleinkirchheim | Österreich  | Abfahrt   |
| 16. August 1985  | Las Leñas          | Argentinien | Abfahrt   |
| 18. August 1985  | Las Leñas          | Argentinien | Abfahrt   |
| 20. März 1988    | Åre                | Schweden    | Abfahrt   |
| 17. Februar 1989 | Aspen              | USA         | Abfahrt   |

### Weitere Erfolge
- Schweizer Meister in der Abfahrt (1986)